# Война 08.08.08. Искусство предательства
«Война 08.08.08. Искусство предательства» — документальный интернет-фильм, повествующий о событиях российско-грузинской войны в августе 2008 года. Генеральным продюсером фильма выступил Константин Рыков (депутат Госдумы от фракции «Единая Россия» и издатель сетевой газеты «Взгляд»).
Фильм предназначен для интернет-аудитории и доступен для загрузки с официального сайта интернет-телекомпании Russia.ru. Премьера фильма состоялась 28 октября 2008 в кинотеатре «Художественный».

## Сюжет
Фильм начинается с обращения Михаила Саакашвили к жителям Южной Осетии, показанного 7 августа, в котором он говорит, что любит и уважает осетинскую культуру и историю, после чего показываются кадры обстрела «Градом» Цхинвали 8 августа 2008 года. Фильм изобилует записями военных событий и их последствий, большую часть фильма занимают интервью с местными жителями, повествующими о событиях и своих переживаниях. В фильме демонстрируются документы, свидетельствующие, по мнению создателей фильма, о заблаговременной и длительной подготовке грузинской стороны к широкомасштабной агрессии против осетинского населения непризнанной Республики Южная Осетия.

## Критика
12 ноября 2008 года был запланирован показ этого фильма в Киеве в гостинице Hyatt. В гостиницу поступило предупреждение СБУ о возможных акциях протеста из-за показа фильма и руководство гостиницы отменило показ. В тот же день МИД Украины выразило решительный протест показу, заявив, что «Посольство РФ выступило соорганизатором откровенно провокационной антиукраинской акции»:
«В видеоматериале, сфабрикованном российскими спецслужбами, зрителю, среди прочего, навязывается циничное утверждение о якобы участии граждан Украины в российско-грузинском конфликте, „незаконных поставках“ Украиной оружия в Грузию и тому подобное. […] Вызывают возмущение действия посла Российской Федерации на Украине Виктора Черномырдина и сотрудников Посольства, которые намеревались принять участие в этой акции и пытались оказывать давление на администрацию гостиницы, которая запретила демонстрацию упомянутого „видеосюжета“» … 
Комментируя этот протест, причастный к показу ленты чиновник (председатель спецкомиссии Верховной Рады по расследованию поставок украинского оружия в Грузию Валерий Коновалюк) заявил, что Секретариат президента Украины «стремится скрыть правду о роли Украины в августовском грузино-южноосетинском конфликте».
Упоминание об участии граждан Украины в грузино-южноосетинском конфликте также вызвало острую реакцию в УНА-УНСО[нужен лучший источник].